# Сангуинето
Сангуинѐто (на италиански: Sanguinetto; на венециански: Sanguiné, Сангуине) е малко градче и община в Северна Италия, провинция Верона, регион Венето. Разположено е на 19 m надморска височина. Населението на общината е 4126 души (към 2015 г.).